# Jaroslava Jehličková
Jaroslava Jehličková (née le 24 mars 1942 à Hořice) est une athlète tchèque ayant concouru pour la Tchécoslovaquie, spécialiste du demi-fond. Affiliée au RH Praha, elle mesure 1,67 m pour 54 kg.
Elle a détenu le record du monde du 1 500 mètres en 4 min 10 s 77, réalisés à Athènes le 20 septembre 1969 à l'occasion de sa victoire en finale des championnats d'Europe. Son record est battu par Karin Burneleit lors des championnats d'Europe suivants où elle finit septième.

## Biographie

### Palmarès
| Date | Compétition           | Lieu     | Résultat | Épreuve | Performance   |
| ---- | --------------------- | -------- | -------- | ------- | ------------- |
| 1969 | Championnats d'Europe | Athènes  | 1re      | 1 500 m | 4 min 10 s 77 |
| 1971 | Championnats d'Europe | Helsinki | 7e       | 1 500 m | 4 min 14 s 8  |

### Records
| Épreuve      | Performance   | Lieu   | Date             |
| ------------ | ------------- | ------ | ---------------- |
| 800 mètres   | 2 min 05 s 4  | Munich | 27 juin 1968     |
| 1 500 mètres | 4 min 08 s 39 | Munich | 4 septembre 1972 |